# Mířkov
Mířkov (deutsch Mirikau, früher Mirschigkau) ist eine Gemeinde in Tschechien. Sie liegt neun Kilometer nordwestlich von Horšovský Týn und gehört zum Okres Domažlice.

## Geographie

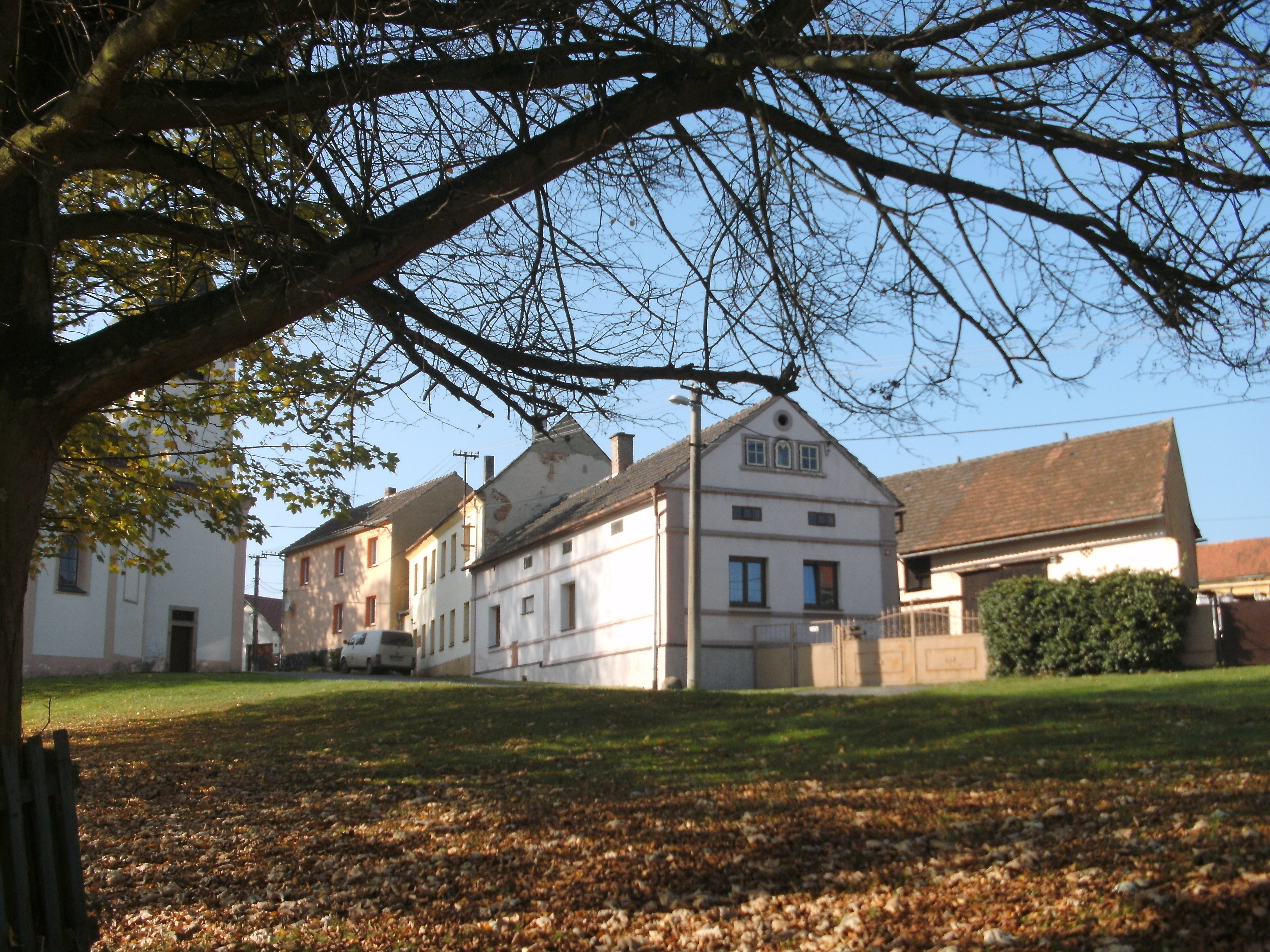
Mířkov

Mířkov befindet sich auf einer Anhöhe südlich der bewaldeten Hügelkette der Sedmihoří (Siebenberge). Im Norden erheben sich der Písečný vrch (Sandberg, 582 m) und der Rybničný vrch (560 m), nordöstlich der Křakovský vrch (Krakauer Berg, 563 m), sowie im Nordwesten die Rozsocha (Gabelberg, 600 m). In Mířkov entspringt der Bach Mířkovský potok. Gegen Norden liegen die drei Teiche Horní, Střední und Dolní mířkovský rybník, südöstlich die Teiche Glázr I, Velký und Malý křakovský rybník.
Nachbarorte sind Racov, Darmyšl, Sedmihoří und Prostiboř im Norden, Mezholezy, Velký Malahov und Ostromeč im Nordosten, Semněvice, Křakov und Věvrov im Osten, Nový Dvůr, Dolní Metelsko und Horní Metelsko im Südosten, Polžice, Roudná und Hašov im Süden, Hamerský Mlýn, Tasnovice und Chřebřany im Südwesten, Oplotec und Mělnice im Westen sowie Libosváry und Vidice im Nordwesten.

## Geschichte
Die erste urkundliche Erwähnung des Dorfes erfolgte im Jahre 1158 als Besitz des Hartman von Mířkov. Zu den nachfolgenden Besitzern gehörte ab 1498 Přibík von Stropčice, dessen Nachfahren sich das Prädikat Mířkovský von Stropčice zulegten. Im Jahre 1603 erwarb Wilhelm von Lobkowicz das Gut und schlug es seiner Herrschaft Bischofteinitz zu. Nach der Schlacht am Weißen Berg verloren die Herren von Lobkowicz die Herrschaft Bischofteinitz, neuer Grundherr wurde Maximilian von und zu Trauttmansdorff. Unter den Grafen Trauttmansdorff wurde die Gegend mit deutschen Siedlern besiedelt.
Nach der Aufhebung der Patrimonialherrschaften bildete Mirschigkau / Mirkov einen Ortsteil der Gemeinde Krakau / Křakov im Pilsner Kreis und Gerichtsbezirk Bischofteinitz. Ab 1868 gehörte das Dorf zum Bezirk Bischofteinitz. Im Jahre 1880 löste sich Miřikau / Miřkov von Krakau los und bildete eine eigene Gemeinde. Die tschechische Namensform  Mířkov ist seit 1924 gebräuchlich. Im Jahre 1930 hatte Mirikau 468 Einwohner. Nach dem Münchner Abkommen wurde die Gemeinde dem Deutschen Reich zugeschlagen und gehörte bis 1945 zum Landkreis Bischofteinitz. 1939 lebten in Mirikau 458 Personen. Nach dem Ende des Zweiten Weltkrieges wurden die meisten deutschen Bewohner vertrieben und das Dorf mit Tschechen wiederbesiedelt. Bis 1960 gehörte Mířkov zum Okres Horšovský Týn und kam dann zum Okres Domažlice. Křakov (mit Nový Dvůr) wurde 1971 von Semněvice nach Mířkov umgemeindet. Zwischen 1980 und 1990 waren Mířkov und Křakov nach Semněvice eingemeindet.

## Gemeindegliederung
Die Gemeinde Mířkov besteht aus den Ortsteilen und Katastralbezirken Křakov (Krakau) und Mířkov (Mirikau). Zu Mířkov gehört außerdem der Weiler Nový Dvůr (Neuhof).

## Sehenswürdigkeiten
- Ländliches Gewerbemuseum
- Kirche des hl. Veit
- Kirche des hl. Wenzel in Křakov
- Deutscher Friedhof 200 m südlich von Křakov ⊙
- Slawische Burgstätte Rozsoš auf der Rozsocha